# Ирина Гордејева
Ирина Андрејевна Гордејева (рус. Ирина Андреевна Гордеева; Лењинград, 9. октобар 1986) је руска атлетичарка, специјалиста за скок увис.
Ирина Гордејева од 2003. учествује на међународним такмичењима, али највеће успехе је постигла 2012. године. Прво је у јуну на Европском првенству у Хелсинкију освојила своју прву медаљу. Затим је први пут учествовала на Олимпијским играма у Лондону и заузела десето место.
Недељу дана после Олимпијских игара у Еберштату 19. августа 2012. постигла је свој лични рекорд на отвореном од 2,04 метра. Са тим резултатом завршила је сезону 2012. са другим местом на свету иза своје земљакиње Ане Чичерове. Исти резултат јој је донео и четврто месту свих времена у Русији иза олимпијских победница Ане Чичерове (2,07, Јелене Слесаренко (2,06) и некадашње светске првакиње и рекордерке Тамаре Бикове (2,05).
Ирина Гордејева је два пута била првак Русије (2008. и 2012).

## Значајнији резултати
| Сезона | Такмичење                                             | Место          | Плас. | Резултат | Детаљи |
| ------ | ----------------------------------------------------- | -------------- | ----- | -------- | ------ |
| 2003   | Светско пренство младих                               | Шербрук        | 7.    | 1,74     |        |
| 2004   | Светско јуниорско првенство                           | Гросето        | 9.    | 1,80     |        |
| 2005   | Европско јуниорско првенство                          | Каунас         | 4.    | 1,82     |        |
| 2009.  | Европско првенство у дворани                          | Торино         | 5.    | 1,92     |        |
| 2009.  | ИААФ Светско финале                                   | Солун          | 5.    | 1,94     |        |
| 2010.  | Светско првенство у дворани                           | Доха           | квал. | 1,89     |        |
| 2010.  | Европско првенство                                    | Барселона      | квал  | 1,90     |        |
| 2011.  | Европско екипно првенство у атлетици 2011 — Суперлига | Стокхолм       | 4.    | 1,89     |        |
| 2011.  | Универзујада                                          | Шенџен         | 4.    | 1,86     |        |
| 2012.  | Светско првенство у дворани                           | Истанбул       | квал. | 1,92     |        |
| 2012.  | Европско првенство                                    | Хелсинки       |       | 1,92     |        |
| 2012.  | Олимпијске игре                                       | Лондон         | 10.   | 1,93     |        |
| 2013   | СП на отвореном                                       | Москва, Русија | 9     | 1,93     |        |
| 2014   | СП у дворани                                          | Сопот, Пољска  | 13    | 1,92     |        |

### Лични рекорди
| Дисциплина | Дисциплина   | Резултат | Место     | Датум            |
| ---------- | ------------ | -------- | --------- | ---------------- |
| Скок увис  | на отвореном | 2,04 м   | Еберштату | 19. август 2012. |
| Скок увис  | у дворани    | 2,01 м   | Котбус    | 28. јануар 2009. |

## Пласман на ранг листи ИААФ на крају сезоне
| Год       | 2003 | 2004 | 2005 | 2006 | 2007 | 2008 | 2009 | 2010 | 2011 | 2012 |
| --------- | ---- | ---- | ---- | ---- | ---- | ---- | ---- | ---- | ---- | ---- |
| Скок увис | 1,84 | 1,88 | 1,88 | 1,88 |      | 1,95 | 2,02 | 1,97 | 1,94 | 2,04 |
| Пласман   |      | 184  | 126  | 64   |      | 25   | 4    | 9    | 22   | 2    |